# The Silent Man
"The Silent Man" je šesta pjesma s albuma Awake (izdan 1994. godine) i treći izdani singl američkog progresivnog metal sastava Dream Theater. Skladba je treći i posljednji dio suite A Mind Beside Itself. I glazbu i tekst napisao je gitarist John Petrucci. Instrumentalna skladba "Eve" također je dio singla, a napisao ju je klavijaturist Kevin Moore. 1994. godine snimljen je i video pjesme.
Mnogi smatraju kako je treći dio, "The Silent Man", tematski drukčiji od ostale dvije skladbe. Glazbeno on predstavlja promjenu sa skladbe "Voices" na teritorij narodne glazbe. Tekst pjesme je napisan u puno jednostavnijem stilu i lakši je za razumiti. Ipak, skladbe itekako ima poveznice s ostalim skladbama iz suite, jer objašnjava kako je sudbinu opisano u skladbi "Voices" moguće izbjeći ako se međusobno podržavamo u našim sudbinama. Kao i u ostalim izvedbama Dream Theatera, najjasniji dio suite nalazi se na kraju, u skladbi "The Silent Man".
Također mnogi smatraju kako je skladba inspirirana pričama iz knjige Tisuću i jedne noći. Uvodni stihovi "A question well served, is silence like a fever Or a voice never heard, or a message with no receiver?" su preuzete direktno iz uvoda spomenute knjige. Isto tako, stih "I could sail by on the winds of silence" je preuzet iz priče o Sinbadu.

## Popis pjesama na singl izdanju
| Br. | Skladba                | Tekstopisac   | Skladatelj    | Trajanje |
| --- | ---------------------- | ------------- | ------------- | -------- |
| 1.  | »The Silent Man«       | John Petrucci | Petrucci      | 3:48     |
| 2.  | »Take the Time« (demo) | Dream Theater | Dream Theater | 7:58     |
| 3.  | »Another Day«          | Petrucci      | Dream Theater | 4:38     |

## Izvođači
- James LaBrie - vokali
- John Petrucci - električna gitara, akustična gitara
- John Myung - bas-gitara
- Mike Portnoy - bubnjevi
- Kevin Moore - klavijature

## Vanjske poveznice
- Službene stranice sastava Dream Theater